# Juan Carlos Rojas (ciclista)
Juan Carlos Rojas Villegas (Zarcero, 22 de diciembre de 1981) fue un ciclista costarricense, oriundo de Naranjo en la provincia de Alajuela. 
Entre sus principales conquistas cabe destacar la Vuelta a Guatemala (2006 y 2009) y la Vuelta a Costa Rica (2005, 2010, 2013, 2014, 2015 y 2017).

## Trayectoria
La Vuelta a Costa Rica 2005 la ganó compitiendo por el equipo Los Lagos-Dos Pinos. Dominó la carrera a partir de la contrarreloj y culminó con una ventaja de más de 6 minutos sobre el 2º Henry Raabe.
En la Vuelta a Guatemala 2006 resultó el vencedor por apenas 1 segundo sobre el colombiano Hernán Muñoz.
En la Vuelta a El Salvador disputada en mayo de 2007 dio positivo en un control antidopaje por lo cual fue suspendido por la UCI durante 2 años.
En septiembre de 2009, cumplió la sanción y volvió a competir en la Vuelta a San Carlos por el equipo Plycem-JPS-Orbea. En octubre participó de la Vuelta a Guatemala finalizando en el 2º lugar, aunque el vencedor de la carrera, (el guatemalteco Nery Felipe Velásquez) dio positivo en un control antidopaje y finalmente el título quedó para Rojas.
En 2010 se coronó por segunda vez campeón de la Vuelta a Costa Rica y además batió un récord en la competencia al ganar 5 etapas en una misma edición.
En 2013 por tercera vez ganó la Vuelta a Costa Rica y nuevamente se adjudicó 5 etapas. Venció en la carrera con autoridad ganando las dos contrarreloj (una de ellas cronoescalada) y dominó en las etapas de montaña. Con este triunfo se coronó primer tricampeón del giro "tico".
En 2014 ganó por cuarta vez la Vuelta a Costa Rica. Contó con la ayuda de su hermano César Rojas quien ganó el segundo lugar. En 2015, conquistó la quinta edición de la Vuelta a Costa Rica, convirtiéndose en el máximo ganador de todos los tiempos en esta competencia.
En febrero de 2018 se anunció que había dado positivo por CERA (EPO de tercera generación) durante la disputa de la Vuelta a Costa Rica, la cual ganó.
En marzo de 2019 fue suspendido ocho años por la Unión Ciclista Internacional (UCI) después de dar positivo en un control de dopaje durante la Vuelta a Costa Rica 2017. La fecha oficial del fin de la sanción es el 30 de enero del 2026, informó la Unión Ciclística Internacional.

## Palmarés
| 2004 - 2 etapas de la Vuelta Higuito - 1 etapa de la Vuelta a Costa Rica 2005 - 2 etapas de la Vuelta Higuito - Vuelta a Costa Rica, más 4 etapas 2006 - Clásica Camarasa, más 1 etapa - Vuelta a Guatemala, más 2 etapas 2007 - Campeonato de Costa Rica en Ruta - 1 etapa de la Vuelta a Nicaragua 2009 - 1 etapa de la Vuelta San Carlos - Vuelta a Guatemala, más 2 etapas - 1 etapa de la Vuelta Higuito - 1 etapa de la Vuelta a Costa Rica 2010 - 1 etapa de la Clásica Poás - Vuelta a San Carlos, más 3 etapas - Vuelta a Costa Rica, más 5 etapas 2011 - 1 etapa de la Clásica Poás - Vuelta a San Carlos | 2012 - Vuelta a San Carlos, más 3 etapas 2013 - Vuelta a San Carlos, más 1 etapa - Vuelta a Occidente, más 1 etapa - Vuelta a Costa Rica, más 5 etapas 2014 - Campeonato de Costa Rica en Ruta - Vuelta a Costa Rica, más 2 etapas - UCI America Tour 2015 - 2.º en el Campeonato de Costa Rica Contrarreloj - 2 etapas de la Vuelta a Nicaragua - Vuelta Higuito - Vuelta a Costa Rica 2016 - Campeonato de Costa Rica Contrarreloj - 2 etapas de la Vuelta a Costa Rica \| Resultados anulados desde el 20/11/2017 al 30/01/2026 \| \| ----------------------------------------------------- \| \| 2017 - Vuelta a Costa Rica, más 2 etapas \| |
| Resultados anulados desde el 20/11/2017 al 30/01/2026 | |
| 2017 - Vuelta a Costa Rica, más 2 etapas | |